# زيني ماكس ميديا
زيني ماكس ميديا (بالإنجليزية: ZeniMax Media)‏ هي شركة أمريكية لوسائل الاعلام تعمل على تطوير ونشر ألعاب الفيديو من خلال الشركات التابعة لها.

## الشركات التابعة

### استوديوهات التطوير
- بيثيسدا غيم ستوديوز ، تم الاستحواذ في 1999.
- زيني ماكس أونلاين ستوديوز (ZeniMax Online Studios) للتطوير، أنشئ عام 2007.
- فير تو إل ستوديوز (Vir2L Studios) ، أنشئ عام 2008.
- إد سوفتوير ، تم الاستحواذ في 2009.
- أركين ستوديوز، تم الاستحواذ في 2010.
- تانغو جيم وركس، تم الاستحواذ في 2010.
- ميشين غيمز (MachineGames) ، تم الاستحواذ في 2010.

### النشر
- بيثيسدا سوفت ووركس.
- زيني ماكس آسيا.
- زيني ماكس أوروبا ليميتد.
- زيني ماكس ألمانيا.
- زيني ماكس فرنسا إس آي إس.
- زيني ماكس بينلاكس.

## وصلات خارجية
- الموقع الرسمي